# La Murette
La Murette és un municipi francès situat al departament de la Isèra i a la regió d'Alvèrnia-Roine-Alps. L'any 2007 tenia 1.748 habitants.

## Demografia

### Població
El 2007 la població de fet de La Murette era de 1.748 persones. Hi havia 681 famílies de les quals 131 eren unipersonals (48 homes vivint sols i 83 dones vivint soles), 234 parelles sense fills, 261 parelles amb fills i 55 famílies monoparentals amb fills.
La població ha evolucionat segons el següent gràfic:
Habitants censats

### Habitatges
El 2007 hi havia 721 habitatges, 680 eren l'habitatge principal de la família, 7 eren segones residències i 34 estaven desocupats. 627 eren cases i 91 eren apartaments. Dels 680 habitatges principals, 527 estaven ocupats pels seus propietaris, 141 estaven llogats i ocupats pels llogaters i 13 estaven cedits a títol gratuït; 8 tenien una cambra, 25 en tenien dues, 82 en tenien tres, 145 en tenien quatre i 421 en tenien cinc o més. 566 habitatges disposaven pel capbaix d'una plaça de pàrquing. A 252 habitatges hi havia un automòbil i a 392 n'hi havia dos o més.

### Piràmide de població
La piràmide de població per edats i sexe el 2009 era:
| Homes | Edats   | Dones |
| ----- | ------- | ----- |
| 0     | 95 o +  | 1     |
| 1     | 90 a 94 | 7     |
| 2     | 85 a 89 | 6     |
| 10    | 80 a 84 | 14    |
| 11    | 75 a 79 | 28    |
| 30    | 70 a 74 | 19    |
| 30    | 65 a 69 | 29    |
| 55    | 60 a 64 | 34    |
| 28    | 55 a 59 | 48    |
| 46    | 50 a 54 | 40    |
| 49    | 45 a 49 | 58    |
| 74    | 40 a 44 | 78    |
| 79    | 35 a 39 | 56    |
| 70    | 30 a 34 | 91    |
| 37    | 25 a 29 | 28    |
| 23    | 20 a 24 | 26    |
| 49    | 15 a 19 | 51    |
| 85    | 10 a 14 | 62    |
| 60    | 5 a 9   | 54    |
| 65    | 0 a 4   | 56    |

## Economia
El 2007 la població en edat de treballar era de 1.094 persones, 847 eren actives i 247 eren inactives. De les 847 persones actives 808 estaven ocupades (421 homes i 387 dones) i 39 estaven aturades (18 homes i 21 dones). De les 247 persones inactives 101 estaven jubilades, 84 estaven estudiant i 62 estaven classificades com a «altres inactius».

### Ingressos
El 2009 a La Murette hi havia 678 unitats fiscals que integraven 1.817 persones, la mediana anual d'ingressos fiscals per persona era de 23.711 €.

### Activitats econòmiques
Dels 82 establiments que hi havia el 2007, 2 eren d'empreses alimentàries, 1 d'una empresa de fabricació d'altres productes industrials, 18 d'empreses de construcció, 19 d'empreses de comerç i reparació d'automòbils, 3 d'empreses de transport, 1 d'una empresa d'hostatgeria i restauració, 3 d'empreses d'informació i comunicació, 1 d'una empresa financera, 6 d'empreses immobiliàries, 17 d'empreses de serveis, 10 d'entitats de l'administració pública i 1 d'una empresa classificada com a «altres activitats de serveis».
Dels 18 establiments de servei als particulars que hi havia el 2009, 1 era una oficina de correu, 1 taller de reparació d'automòbils i de material agrícola, 3 paletes, 2 guixaires pintors, 2 fusteries, 2 lampisteries, 3 electricistes, 2 empreses de construcció, 1 perruqueria i 1 restaurant.
Dels 5 establiments comercials que hi havia el 2009, 1 era una botiga de menys de 120 m², 2 fleques, 1 una llibreria i 1 una floristeria.
L'any 2000 a La Murette hi havia 12 explotacions agrícoles que ocupaven un total de 180 hectàrees.

## Equipaments sanitaris i escolars
L'únic equipament sanitari que hi havia el 2009 era una farmàcia.
El 2009 hi havia 1 escola maternal i 1 escola elemental.

## Poblacions més properes
El següent diagrama mostra les poblacions més properes.